# Gertrud Svensdotter
Gertrud Svensdotter (1656 -1675) fue una campesina sueca, conocida por ser testigo y principal acusadora de Märet Jonsdotter por brujería, en 1668. Este juicio fue el punto de partida del Det Stora oväsendet ('El gran ruido') una caza de brujas nacional llevada a cabo en Suecia de 1668 a 1676. Este período implicó una serie de juicios por brujería en muchas partes del país.

## Trayectoria
Gertrud era hija del granjero Sven Hwass. En 1664 su madre murió al dar a luz y ella fue enviada a Älvdalen en Dalarna para vivir con su abuelo Jon. Cuando este murió al año siguiente, se convirtió en hija adoptiva de sus tías paternas, Elin Jonsdotter y Chirstin Jonsdotter en Åsen. Gertrud parecer haber sido particularmente cercana a Chirstin, que nunca se vio implicada en temas brujeriles pero en 1652 había sido objeto de una investigación por parte de las autoridades porque se había convertido en amante de un hombre casado, el cual se negó a terminar la relación aunque las autoridades se lo ordenaron; Chirstin nunca fue castigada por ello. La familia de Gertrud pertenecía a la clase más acomodada de campesinos.
En el otoño de 1667, a la edad de doce años, Gertrud Svensdotter cuidaba un rebaño de ovejas con otro joven pastor, Mats Nilsson. Los dos niños se pelearon y como resultado de la pelea, Mats Nilsson afirmó que Gertrud Svensdotter había conducido a las ovejas por el río Dal, caminando sobre el agua, hasta Hemmansäng. El sacerdote Lars Elvius fue el encargado de interrogar a la muchacha. Él la animó a confesar que lo había hecho gracias a la magia del diablo. Ella realizó una confesión detallada en la que le explicó que cuando vivía con sus padres en Härjedalen, la doncella Märet Jonsdotter la llevó al encuentro del diablo aunque ella pensaba ir a la iglesia.
Gertrud Svensdotter confesó que visitaba a menudo Blockula, una isla legendaria donde supuestamente el diablo celebraba sus aquelarres, y donde ella llevaba allí niños. Explicó que había decidido confesarse porque en una visita  se encontró con un ángel que amenazaba al reino con una epidemia de hambre si no se confesaba. Su confesión se produjo después de que otro pastor, Erik Eriksson, informara que durante una de sus visiones vio a Gertrud Svensdotter en Blockula sentada con los niños que había tomado, incluida su hermana pequeña, y que había oído a un ángel y un diablo discutiendo sobre toda la gente que Gertrud Svensdotter había llevado al reino del diablo.
Tras numerosos y largos interrogatorios, Gertrud Svensdotter acusó al menos a diecinueve personas, entre ellas ocho adultos.
Tras el juicio contra Märet Jonsdotter, el 19 de mayo de 1669, ocho personas (siete mujeres y un hombre) fueron ejecutadas en los juicios de brujas realizados en la ciudad de Mora. Gertrud Svensdotter fue condenada a muerte, pero le prometieron la vida si seguía denunciando a personas sospechosas de brujería. Gertrud presenció la ejecución de los condenados a muerte en el juicio de Mora y el sacerdote Lars Elvius la llamó varias veces para entretener a sus invitados con sus historias de brujería.
El 9 de febrero de 1673, Svensdotter se casó con Lars Mattson, también uno de los niños testigos en los juicios de brujas, cuatro años mayor que ella. Con motivo de su matrimonio, sus dos tías solteras y madres adoptivas le cedieron su granja. Gertrud Svensdotter fue enterrada el 11 de mayo de 1675, una semana después de dar a luz a su hijo, Matts, quien también murió y fue enterrado en junio de ese año. Se desconoce la causa de su muerte, pudo ser a consecuencia del parto o por la peste que afectó a esta parte del país en el momento de su muerte.
Muchas personas fueron condenadas basándose en el testimonio de niños o adolescentes en Suecia. Bastaba con inventar historias sobre un secuestro en Blockula para que un adulto fuera condenado. Algunos niños deambulaban de pueblo en pueblo proclamando que tenían la capacidad de nombrar brujas, por lo que eran pagados.
La caza de brujas continuó en todo el país hasta la ejecución de Malin Matsdotter en Estocolmo en 1676 y la posterior puesta en duda de los testimonios de los niños.

## Legado
Gertrud Svensdotter es una de las 999 mujeres que se muestran en los azulejos de la instalación artística The Dinner Party de Judy Chicago (1979). Su nombre, sin embargo, está escrito erróneamente como "Gertrude Svensen".